# Bernard Genghini
Bernard Genghini (Soultz-Haut-Rhin, Francia, 18 de enero de 1958) es un exfutbolista francés que jugó como centrocampista y formó parte de la selección de fútbol de Francia. Disputó 27 partidos internacionales y anotó 6 goles con su selección entre 1980 y 1986.
Participó en dos ediciones de la Copa Mundial de Fútbol: España 1982 y México 1986. En 1982 fue titular en cinco partidos del torneo, destacando por marcar dos goles: el primero en la victoria 4-1 contra Kuwait y el segundo, un tiro libre decisivo, en el triunfo 1-0 ante Austria.
En el Mundial de 1986 formó parte del plantel pero tuvo menor participación; jugó como titular únicamente en el partido por el tercer lugar, donde anotó un gol en la victoria 4-2 de Francia frente a Bélgica.
Tras su retiro como jugador, tuvo una breve carrera como entrenador en clubes menores del fútbol francés.

## Clubes

### Jugador
| Club                  | País    | Año         | Partidos | Goles |
| FC Sochaux            | Francia | 1976 - 1982 | 181      | 60    |
| AS Saint-Étienne      | Francia | 1982 - 1983 | 36       | 8     |
| AS Mónaco             | Mónaco  | 1983 - 1986 | 106      | 46    |
| Servette FC           | Suiza   | 1986        | 0        | 0     |
| Olympique de Marsella | Francia | 1986 - 1988 | 36       | 3     |
| Girondins de Burdeos  | Francia | 1988 - 1989 | 4        | 1     |

### Entrenador
| Club        | País    | Año         |
| ----------- | ------- | ----------- |
| FC Mulhouse | Francia | 1992 - 1995 |

## Curiosidades
- Genghini es uno de los pocos futbolistas que han marcado más de uno gol de libre directo en un Mundial. Los otros fueron Pelé, Rivelino, Teófilo Cubillas y David Beckham.

- Datos: Q431255
- Multimedia: Bernard Genghini / Q431255